# Багдасарян, Эдгар Эрнестович
Эдгар Эрнестович Багдасаря́н (9 марта 1964, Ереван, Армянская ССР) — армянский кинорежиссёр, актёр, продюсер и сценарист. Директор киностудии «Армениофильмстудио»

## Биография
Эдгар Эрнестович Багдасарян родился 9 марта 1964 года в столице Армении, в городе Ереване. Окончив среднюю школу, поступил в Ереванскую сельскохозяйственную академию, которую он успешно окончил в 1985 году.
В 1986 году был назначен на должность режиссёра массовых мероприятий Армянского Госконцерта и Госэстрады и занимал её вплоть до 1987 года. А уже через год, в 1988 году, становится ассистентом режиссёра студий «Айк» и «Арменфильм».
В 1990 году дебютирует как режиссёр, сняв короткометражный фильм «Игры».
В 1997 году снимает полнометражный фильм «Чёрная стена». В 2001 году полнометражный документальный фильм «Земля священных обрядов». А в 2005 году — полнометражный игровой фильм «Мариам».

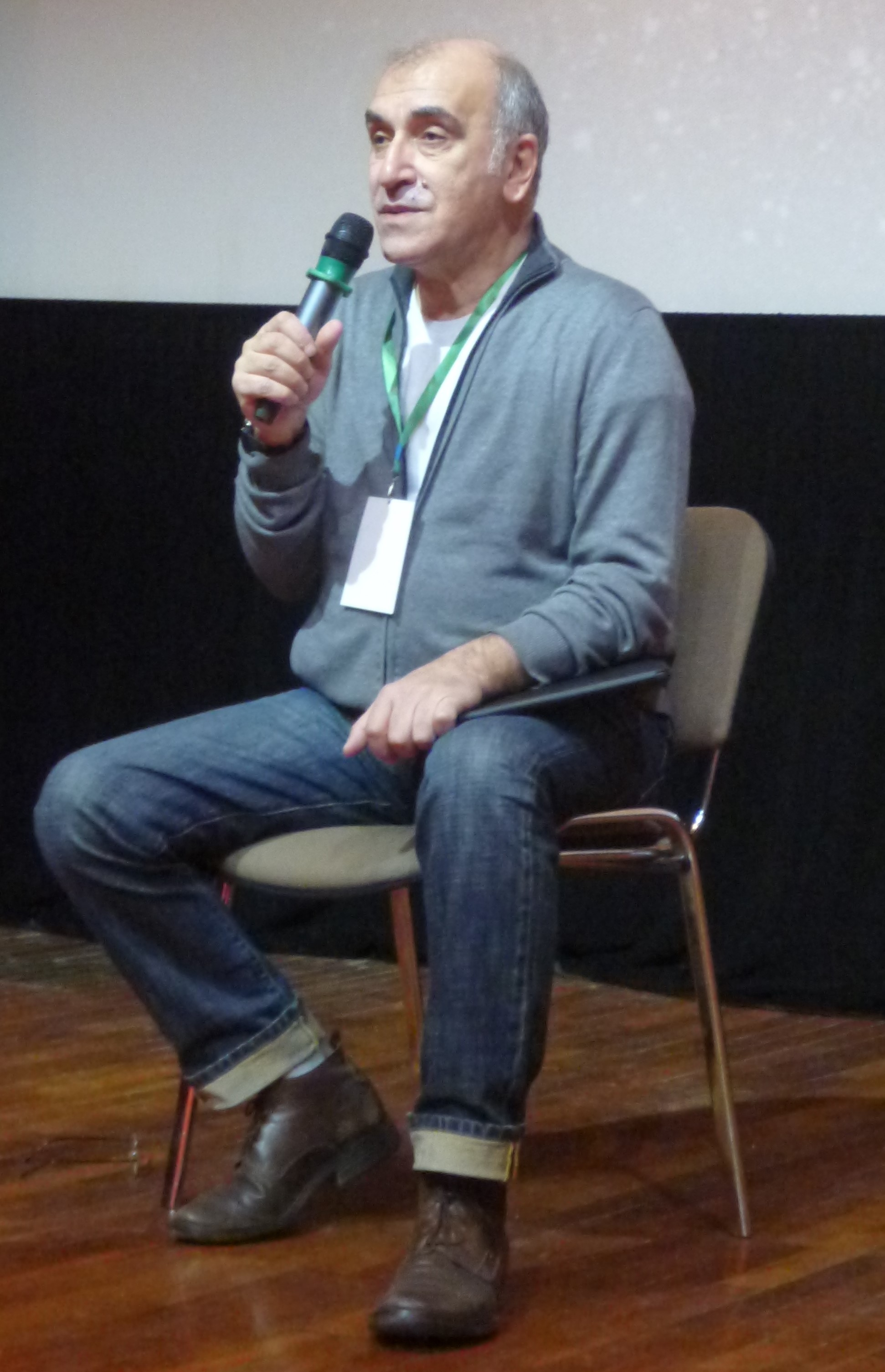
Эдгар Багдасарян на кинофестивале «Кинопроба». Екатеринбург, 2024 год.

По предложению и при непосредственном участии священнослужителя иерея Месропа Арамяна в начале 2008 года приступил к созданию документального фильма «От Арарата до Сиона», съёмки которого были завершены 22 сентября 2009 года. На международном кинофестивале 3 июня 2010 года Swansea Bay Film Festival, проходящем в Великобритании, фильм стал победителем в номинации «Лучший европейский документальный фильм года». Спустя два дня, 5 июня 2010 года специальным указом президента непризнанной Нагорно-Карабахской Республики за создание фильма был награждён орденом «Месропа Маштоца».

## Личная жизнь
Женат, имеет двоих детей: Александра (1994) и Елизавету (2013).

## Творчество

### Фильмография

#### Диктор
- 1992 — Параджанов: Последняя весна (документальный фильм)

#### Режиссёр
Художественные фильмы
- 1990 — Игры (короткометражный игровой)
- 1997 — Чёрная стена(или «Пробоина») (психологическая драма)
- 2005 — Мариам
- 2018 — Длинная ночь

Документальные фильмы
- 2002 — Земля священных обрядов
- 2009 — От Арарата до Сиона

#### Сценарист
- 1990 — Игры (короткометражный игровой)
- 1997 — Чёрная стена (или «Пробоина») (психологическая драма)
- 2005 — Мариам
- 2009 — Такси — Эли лава

#### Продюсер
- 1997 — Чёрная стена (или «Пробоина») (психологическая драма)
- 2002 — Земля священных обрядов
- 2005 — Мариам
- 2018 — Длинная ночь